# Arthrochilus irritabilis
Arthrochilus irritabilis är en orkidéart som beskrevs av Ferdinand von Mueller. Arthrochilus irritabilis ingår i släktet Arthrochilus och familjen orkidéer. Inga underarter finns listade i Catalogue of Life.